# كريغ بيتي
كريغ بيتي (بالإنجليزية: Craig Beattie)‏ (16 يناير 1984 بغلاسكو في المملكة المتحدة - ) هو لاعب كرة قدم بريطاني في مركز الهجوم. شارك مع منتخب اسكتلندا تحت 19 سنة لكرة القدم ومنتخب اسكتلندا تحت 21 سنة لكرة القدم ومنتخب اسكتلندا الثانوي لكرة القدم ‏ ومنتخب اسكتلندا لكرة القدم. أما مع النوادي، فقد لعب مع بريستون نورث إيند وسانت جونستون وسوانزي سيتي وشيفيلد يونايتد وكريستال بالاس ونادي بارنت ونادي سلتيك ونادي واتفورد وهارت أوف ميدلوثيان ووست بروميتش ألبيون ونادي ستيرلينغ ألبيون وŻebbuġ Rangers F.C. ‏ ونادي دندي ونادي آير يونايتد.

## وصلات خارجية
- كريغ بيتي على موقع الاتحاد الأوربي (الإنجليزية)
- كريغ بيتي على موقع الاتحاد الإسكتلندي (الإنجليزية)
- كريغ بيتي على موقع قاعدة بيانات كرة القدم.إي يو (الإنجليزية)
- كريغ بيتي على موقع ناشيونال فوتبول تيمز (الإنجليزية)
- كريغ بيتي على موقع Soccerbase.com (لاعب) (الإنجليزية)
- كريغ بيتي على موقع Soccerway.com (الإنجليزية)
- كريغ بيتي على موقع عالم كرة القدم.نت (الإنجليزية)